# Лангедейк
Лангедейк (нід. Langedijk, вимоваⓘ) — колишній муніципалітет у нідерландській провінції Північна Голландія історичного регіону Західна Фрисландія. Населення становило 28 335 жителів станом на січень 2021 року. Площа дорівнювала 26,99 км (з яких 0,83 км² водних угідь).
Муніципалітет був утворений 1 серпня 1941 шляхом злиття муніципалітетів Брук-оп-Лангедейк, Норд-Шарвуде, Аудкарспель і Зюйд-Шарвуде, до яких у 1990 році були додані більша частина Сінт-Панкрас і частина Кедейка.
1 січня 2022 року Лангедейк був об'єднаний із сусіднім муніципалітетом Гергюговард, утворивши новий муніципалітет Дейк-ен-Вард.

## Топографія

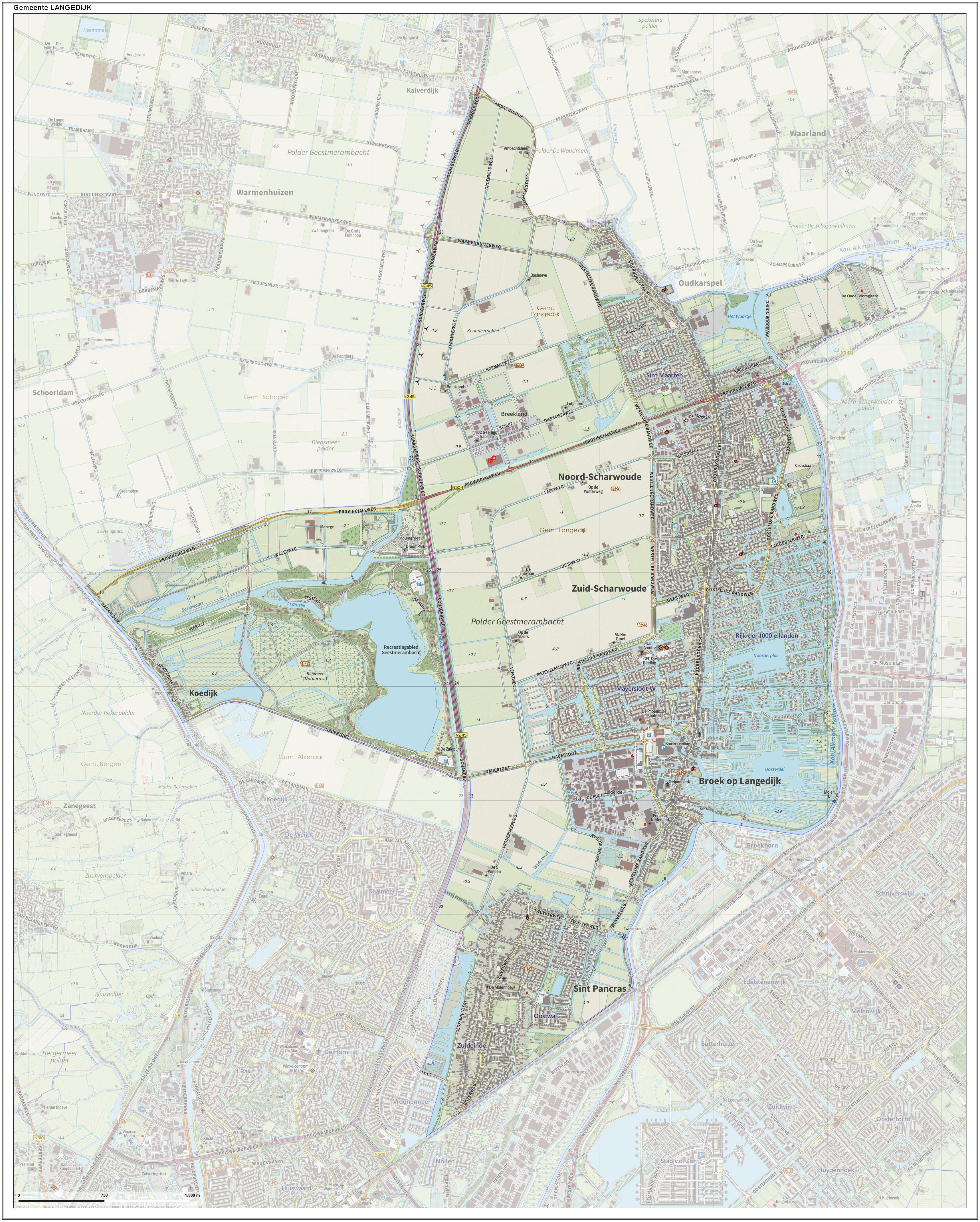
Мапа муніципалітету Лангедейк

## Населені пункти
- Брук-оп-Лангедейк;
- Койдейк (частково);
- Норд-Шарвуде;
- Удкарспель;
- Сінт-Панкрас;
- Зюйд-Шарвуде.

## Місцеве самоврядування
| Місцеві Дейк-ан-Ваарду                 | -  | -  | -  | -  | -  | -  | 7  |
| Християнсько-демократичний заклик      | 6  | 5  | 4  | 3  | 2  | 3  | 3  |
| Народна партія за свободу і демократію | 5  | 4  | 3  | 4  | 4  | 4  | 4  |
| Барвистий Лангедейк                    | -  | -  | 5  | 4  | 3  | 2  | -  |
| Серце для Лангедейку-Демократи 66      | -  | 5  | 2  | 2  | 3  | 2  | -  |
| Партія праці                           | 3  | 2  | 4  | 2  | 1  | 1  | 1  |
| Зелені ліві                            | 1  | 2  | 2  | 2  | 2  | 2  | 2  |
| Християнський союз                     | 1  | 1  | 1  | 1  | 1  | 1  | 1  |
| Сільський інтерес Лангедейку           | -  | -  | -  | 3  | 5  | 4  | -  |
| Люди похилого віку Лангедейку          | -  | -  | -  | -  | -  | 2  | 2  |
| Інтерес лангейдейкерців                | 2  | -  | -  | -  | -  | -  | -  |
| Демократи 66                           | 1  | -  | -  | -  | -  | -  | 1  |
| Всього                                 | 19 | 19 | 21 | 21 | 21 | 21 | 21 |

## Відомі уродженці
- Ян Блокгюйсен (нар. 1989) — нідерландський ковзаняр, олімпійський чемпіон.